# Āghūrābād
Āghūrābād (persiska: اوغور آباد, Ūghūrābād, اغور آباد) är en ort i Iran.   Den ligger i provinsen Östazarbaijan, i den nordvästra delen av landet, 500 km nordväst om huvudstaden Teheran. Āghūrābād ligger 1 922 meter över havet och antalet invånare är 366.
Terrängen runt Āghūrābād är kuperad söderut, men norrut är den platt.Runt Āghūrābād är det ganska glesbefolkat, med 22 invånare per kvadratkilometer. Närmaste större samhälle är Bostānābād, 11,5 km norr om Āghūrābād. Trakten runt Āghūrābād består i huvudsak av gräsmarker.